# Барвік (Джорджія)
Барвік (англ. Barwick) — місто (англ. city) в США, в округах Томас і Брукс штату Джорджія. Населення — 363 особи (2020).

## Географія
Барвік розташований за координатами 30°53′37″ пн. ш. 83°44′21″ зх. д. / 30.89361° пн. ш. 83.73917° зх. д. (30.893604, -83.739187).  За даними Бюро перепису населення США в 2010 році місто мало площу 1,94 км², з яких 1,86 км² — суходіл та 0,08 км² — водойми.

## Демографія
Згідно з переписом 2010 року, у місті мешкало 386 осіб у 166 домогосподарствах у складі 99 родин. Густота населення становила 199 осіб/км².  Було 203 помешкання (105/км²).
Расовий склад населення:
| - 48,2 % — чорних або афроамериканців - 46,9 % — білих - 0,8 % — корінних американців - 0,3 % — азіатів - 3,4 % — осіб інших рас |

До двох чи більше рас належало 0,5 %. Частка іспаномовних становила 3,9 % від усіх жителів.
За віковим діапазоном населення розподілялося таким чином: 24,6 % — особи молодші 18 років, 59,3 % — особи у віці 18—64 років, 16,1 % — особи у віці 65 років та старші. Медіана віку мешканця становила 41,2 року. На 100 осіб жіночої статі у місті припадало 90,1 чоловіків;  на 100 жінок у віці від 18 років та старших — 85,4 чоловіків також старших 18 років.
За межею бідності перебувало 36,3 % осіб, у тому числі 51,9 % дітей у віці до 18 років та 4,9 % осіб у віці 65 років та старших.
Цивільне працевлаштоване населення становило 160 осіб. Основні галузі зайнятості: сільське господарство, лісництво, риболовля — 32,5 %, освіта, охорона здоров'я та соціальна допомога — 22,5 %, роздрібна торгівля — 8,8 %, виробництво — 8,8 %.